# Parang (couteau)
Pour les articles homonymes, voir Parang.
Ne doit pas être confondu avec Kriss (arme).

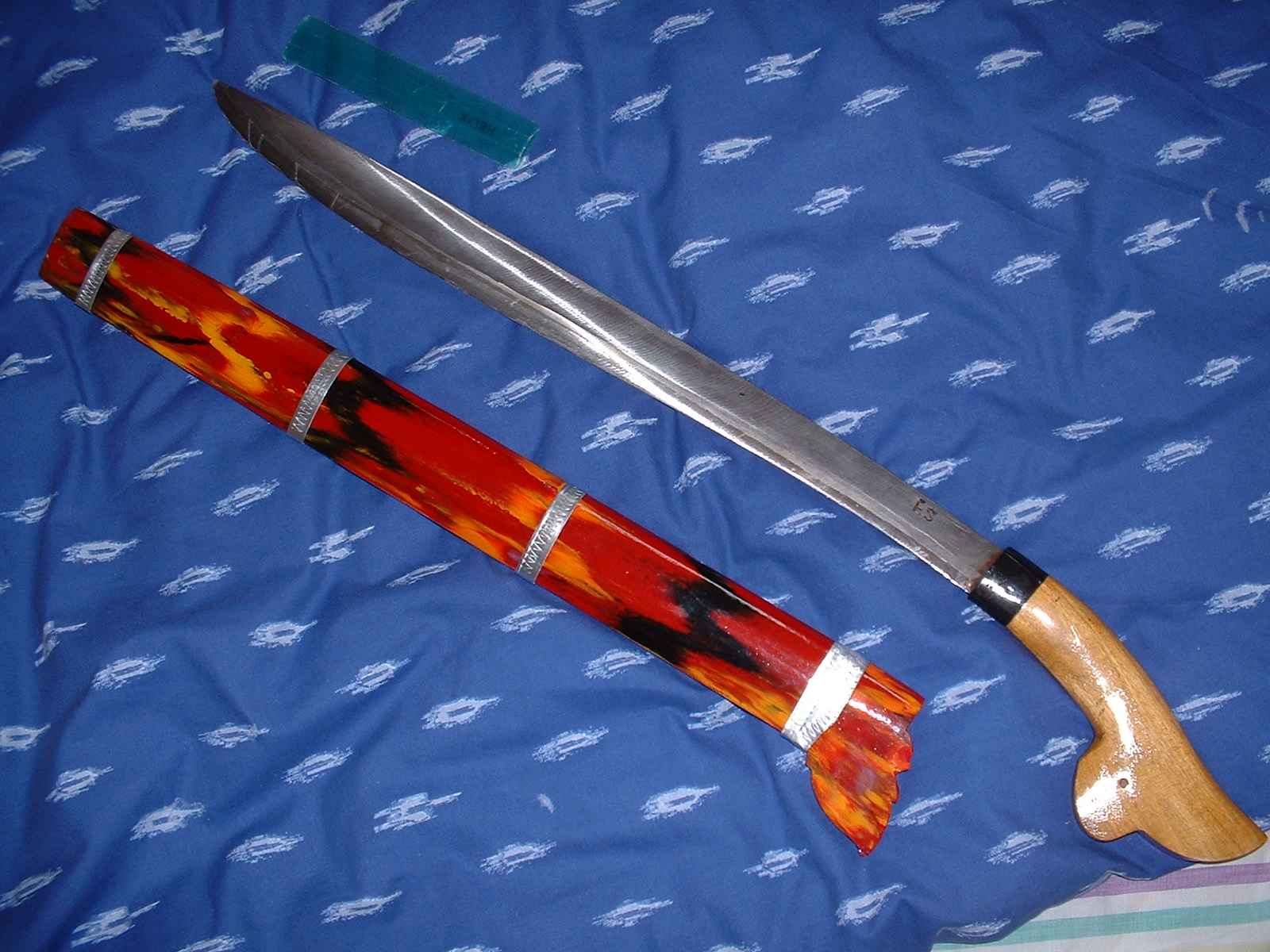
Un parang indonésien vendu comme souvenir.

Le parang (mot malais) est un couteau à lame large et courbée, utilisé en Indonésie et en Malaisie. Il est utilisé comme la machette.
Le parang a une lame de 30 cm de long et 5 cm de large. Sa masse est de 750 g environ.
La lame du parang est divisée en trois parties :
- la pointe et les dix premiers centimètres de la lame sont destinés au dépeçage du gibier et à la découpe des éléments sensibles. Cette partie est généralement très affûtée, afin de ne pas déchirer les chairs ou le cuir.
- la partie de la lame qui "remonte" vers le manche sert à la découpe précise d'objets et de matériaux plus durs que la première partie (on peut l'utiliser pour sculpter l'os, par exemple). Cette partie est un peu moins affûtée que la première.
- la partie médiane de la lame sert pour la découpe massive (principalement du bois) et est beaucoup moins affûtée que les deux précédentes (on peut comparer son tranchant avec celui d'une hache ou d'une machette). Cette partie est située en avant par rapport au manche, ce qui protège la main lors de la coupe, puisque la lame touche le bois avant les doigts.